# Kingswood (Buckinghamshire)
Pour les articles homonymes, voir Kingswood.
Kingswood est une paroisse civile et un village du Buckinghamshire, en Angleterre.